# 영양 남씨
영양 남씨(英陽南氏)는 경상북도 영양군을 본관으로 하는 한국의 성씨이다.

## 역사
시조 남민(南敏)은 본명이 김충(金忠)이다. 당 현종(唐 玄宗) 천보(天寶) 14년(신라 경덕왕 14) 중국 봉양부(鳳陽府) 여남(汝南)에서 안렴사(按廉使)로 일본에 갔다가 귀로에 태풍을 만나서 경상북도 영덕(盈德)의 죽도(竹島)에 표착하여 신라에 정착하였다고 한다. 이에 경덕왕은 그가 여남에서 왔다고 하여 남씨(南氏)를 내리고 이름을 민(敏)으로 고쳐 부르게 하였으며 영양현(英陽縣)을 식읍으로 내렸다고 한다. 고려시대에 남민의 7세손 대장군(大將軍) 남진용(南鎭勇)의 세 아들을 각각 중시조로 하여 분관되었다. 장남 남홍보(南洪輔)가 선조의 대를 이어 영양(英陽)을 본관으로 하고, 차남 남군보(南君甫)는 의령 남씨, 삼남 남광보(南匡甫)는 고성 남씨로 분관하여 각 본관의 1세조가 되었다. 

## 과거 급제자
영양 남씨는 조선시대 문과 급제자 26명, 무과 급제자 13명을 배출하였다.
고려 문과
남숙손(南淑孫)
문과
남경룡(南景龍) 남경희(南景羲) 남구명(南九明) 남국한(南國翰) 남기만(南基萬) 
남노명(南老明) 남명핵(南溟翮) 남몽뢰(南夢賚) 남복규(南復圭) 남붕익(南鵬翼) 
남상천(南相天) 남석(南) 남석로(南碩老) 남술의(南述毅) 남식(南湜) 
남연(南碝) 남용견(南龍見) 남용진(南龍震) 남제만(南濟萬) 남지(南至) 
남지망(南之望) 남천상(南天祥) 남천택(南天澤) 남천한(南天漢) 남태운(南泰運) 
남하명(南夏明)
무과
남광세(南光世) 남광조(南光祖) 남덕남(南德男) 남률(南慄) 남만제(南萬濟) 
남숙(南淑) 남엽(南曄) 남용뢰(南勇賚) 남운학(南雲鶴) 남운학(南雲鶴) 
남정호(南正祜) 남해우(南海宇) 남홍찬(南弘纘) 
생원시
남경로(南景魯) 남경복(南景復) 남경채(南景采) 남계명(南季明) 남고(南皐) 
남구(南俅) 남국섬(南國暹) 남규(南奎) 남급(南礏) 남기린(南基鱗) 
남기성(南基成) 남기형(南紀衡) 남노명(南老明) 남대만(南大萬) 남두영(南斗榮) 
남만형(南萬亨) 남몽뢰(南夢賚) 남몽정(南夢程) 남복규(南復圭) 남붕익(南鵬翼) 
남상운(南相運) 남석(南碩) 남석영(南錫瑛) 남성훈(南聖熏) 남세원(南世元) 
남순경(南舜卿) 남여형(南汝衡) 남용만(南龍萬) 남운기(南雲紀) 남운핵(南雲翮) 
남응대(南應大) 남응주(南應周) 남응창(南應昌) 남응태(南應泰) 남이건(南以建) 
남이엽(南以燁) 남자(南磁) 남정교(南正敎) 남정규(南廷奎) 남준형(南峻衡) 
남중명(南重明) 남중섭(南重燮) 남지망(南之望) 남진만(南震萬) 남천각(南天覺) 
남천로(南天老) 남천우(南天祐) 남천택(南天澤) 남천한(南天漢) 남초형(南楚衡) 
남치형(南致亨) 남태진(南泰鎭) 남하명(南夏明) 남한명(南漢明) 남형회(南亨會) 
남홍양(南鴻陽) 남효원(南效元) 남훈(南薰) 남휘만(南彙萬) 남흠(南欽) 
남희조(南熙朝)
진사시
남경택(南景宅) 남경훈(南慶薰) 남경희(南景羲) 남구명(南九明) 남기만(南基萬) 
남기백(南基𢙯) 남기수(南麒壽) 남길(南佶) 남노명(南老明) 남대명(南大鳴) 
남림(南琳) 남명흠(南命欽) 남몽구(南夢龜) 남몽오(南夢鰲) 남상소(南尙召) 
남상휘(南相彙) 남서룡(南瑞龍) 남석로(南碩老) 남석환(南錫煥) 남세호(南世豪) 
남운섭(南雲燮) 남일명(南一鳴) 남임(南任) 남장만(南丈萬) 남정(南矴) 
남정철(南正轍) 남준명(南峻明) 남지(南至) 남처용(南處容) 남천상(南天祥) 
남현수(南琄洙)     
역과
남덕창(南德昌) 남연진(南溎鎭) 남유기(南維箕) 남종선(南鍾宣)
율과
남세웅(南世雄) 남언국(南彦國)
음양과
남기환(南基煥)
의과
남기문(南基文) 남기옥(南基玉) 남기혁(南基爀) 남두민(南斗旻) 남두원(南斗源) 
남성진(南成鎭) 남영진(南榮鎭) 남용(南容) 남유하(南維河) 남응침(南應琛) 
남정길(南正吉) 남정오(南正五) 남종원(南鍾遠) 남종학(南鍾學)
취재
남덕진(南德鎭) 남영진(南榮鎭) 남종학(南鍾學)

## 항렬자
| 23세            | 24세                        | 25세            | 26세          | 27세            | 28세          | 29세            | 30세          | 31세            | 32세          | 33세            | 34세          | 35세            | 36세          | 37세            | 38세          | 39세            | 40세          |
| --------------- | --------------------------- | --------------- | ------------- | --------------- | ------------- | --------------- | ------------- | --------------- | ------------- | --------------- | ------------- | --------------- | ------------- | --------------- | ------------- | --------------- | ------------- |
| ○조(朝) ○한(漢) | 진(鎭) 호(鎬) 주(柱) 병(秉) | ○상(尙) ○우(祐) | 수(守) 기(基) | ○우(佑) ○현(鉉) | 정(禎) 승(承) | ○욱(旭) ○근(根) | 장(章) 사(思) | ○세(世) ○중(中) | 원(元) 진(鎭) | ○규(圭) ○구(求) | 영(寧) 영(榮) | ○정(正) ○훈(薰) | 철(喆) 재(載) | ○호(鎬) ○흠(欽) | 영(泳) 용(溶) | ○표(杓) ○화(和) | 병(丙) 충(忠) |

| 41세            | 42세          | 43세            | 44세          | 45세            | 46세          | 47세            | 48세          | 49세            | 50세          |
| --------------- | ------------- | --------------- | ------------- | --------------- | ------------- | --------------- | ------------- | --------------- | ------------- |
| ○배(培) ○희(喜) | 수(銖) 상(商) | ○한(漢) ○영(永) | 화(和) 극(極) | ○걸(杰) ○응(應) | 재(在) 중(重) | ○용(鎔) ○용(鏞) | 하(河) 태(泰) | ○영(榮) ○병(秉) | 희(熹) 헌(憲) |

## 인구
- 2000년 69,155명
- 2015년 82,272명

## 같이 보기
- 영양 김씨 : 남민의 첫째 아들 김석중(金錫中)을 시조로 하는데, 남씨 성을 받기 전에 태어났으므로 성을 그대로 ‘김’이라 하였다.
- 의령 남씨

## 참고 자료
- 뿌리찾기운동본부 편저 (1998년 4월 25일). 《한글판 우리집의 족보》. 서울: 민중서원. 부록 11쪽쪽.